# Hiba Abu Nada
Hiba Abu Nada (Arabischهبة أبو ندى), Mekka, Saoedi-Arabië, 24 juni 1991 – Khan Younis, Gazastrook, 20 oktober 2023) was een Palestijnse schrijfster en dichteres, die omkwam bij een Israëlisch bombardement tijdens de Gaza-oorlog. 
Hiba Abu Nada's ouders woonden in Mekka. Ze waren Palestijnse vluchtelingen uit Bayt Jirja, 15 kilometer ten noordoosten van Gaza-Stad. Abu Nada studeerde biochemie aan de Islamitische Universiteit van Gaza. Haar master-studie deed ze aan de Al-Azhar Universiteit van Gaza. Ze studeerde af als klinische voedingsdeskundige.
Haar roman uit 2017, الأكسجين ليس للموتى (al-Uksujīn laysa lil-mawtā — Engels: 'Oxygen is not for the dead' — Nederlands: 'Zuurstof is niet voor de doden'), kreeg de tweede prijs in de Sharjah Award for Arab Creativity, een prijs die wordt verleend aan jong talent in het Arabisch taalgebied (Sharjah is een van de zeven Verenigde Arabische Emiraten).